# آبشار سوالو
آبشار سوالو (به انگلیسی: Swallow falls) آبشاری است که در ولز واقع شده و ارتفاع کلی ریزشگاه آن ۴۲ متر است.